# Torneo masculino de rugby 7 en los Juegos de la Mancomunidad de 2022
El torneo masculino de rugby 7 en los Juegos de la Mancomunidad de 2022 fue la séptima ocasión en que se disputó el torneo en formato masculino.
Se disputó en el Coventry Building Society Arena de Coventry, Inglaterra.

## Desarrollo
|  | Avanzan a cuartos de final. |

### Grupo A
| Pos | Países        | Partidos | Partidos | Partidos | Tantos | Tantos | Tantos | Pts |
| Pos | Países        | G        | E        | P        | PF     | PC     | DP     | Pts |
| --- | ------------- | -------- | -------- | -------- | ------ | ------ | ------ | --- |
| 1   | Nueva Zelanda | 3        | 0        | 0        | 102    | 22     | +80    | 9   |
| 2   | Samoa         | 2        | 0        | 1        | 95     | 19     | +76    | 7   |
| 3   | Inglaterra    | 1        | 0        | 2        | 37     | 73     | -36    | 5   |
| 4   | Sri Lanka     | 0        | 0        | 3        | 24     | 154    | -130   | 3   |

#### Resultados
| 29 de julio | Nueva Zelanda | 63 - 5 | Sri Lanka |  |  |

| 29 de julio | Inglaterra | 0 - 34 | Samoa |  |  |

| 29 de julio | Inglaterra | 47 - 19 | Sri Lanka |  |  |

| 29 de julio | Nueva Zelanda | 19 - 17 | Samoa |  |  |

| 30 de julio | Samoa | 44 - 0 | Sri Lanka |  |  |

| 30 de julio | Inglaterra | 20 - 0 | Nueva Zelanda |  |  |

### Grupo B
| Pos | Países    | Partidos | Partidos | Partidos | Tantos | Tantos | Tantos | Pts |
| Pos | Países    | G        | E        | P        | PF     | PC     | DP     | Pts |
| --- | --------- | -------- | -------- | -------- | ------ | ------ | ------ | --- |
| 1   | Sudáfrica | 3        | 0        | 0        | 116    | 5      | +111   | 9   |
| 2   | Escocia   | 2        | 0        | 1        | 91     | 46     | +45    | 7   |
| 3   | Tonga     | 1        | 0        | 2        | 36     | 84     | -48    | 5   |
| 4   | Malasia   | 0        | 0        | 3        | 19     | 127    | -108   | 3   |

#### Resultados
| 29 de julio | Sudáfrica | 46 - 0 | Malasia |  |  |

| 29 de julio | Escocia | 41 - 0 | Tonga |  |  |

| 29 de julio | Escocia | 50 - 12 | Malasia |  |  |

| 29 de julio | Sudáfrica | 36 - 5 | Tonga |  |  |

| 30 de julio | Tonga | 31 - 7 | Malasia |  |  |

| 30 de julio | Sudáfrica | 34 - 0 | Escocia |  |  |

### Grupo C
| Pos | Países | Partidos | Partidos | Partidos | Tantos | Tantos | Tantos | Pts |
| Pos | Países | G        | E        | P        | PF     | PC     | DP     | Pts |
| --- | ------ | -------- | -------- | -------- | ------ | ------ | ------ | --- |
| 1   | Fiyi   | 3        | 0        | 0        | 109    | 36     | +73    | 9   |
| 2   | Canadá | 2        | 0        | 1        | 67     | 31     | +36    | 7   |
| 3   | Gales  | 1        | 0        | 2        | 62     | 74     | -12    | 5   |
| 4   | Zambia | 0        | 0        | 3        | 17     | 114    | -97    | 3   |

#### Resultados
| 29 de julio | Canadá | 31 - 0 | Gales |  |  |

| 29 de julio | Fiyi | 52 - 0 | Zambia |  |  |

| 29 de julio | Gales | 38 - 5 | Zambia |  |  |

| 29 de julio | Fiyi | 19 - 12 | Canadá |  |  |

| 30 de julio | Canadá | 24 - 12 | Zambia |  |  |

| 30 de julio | Fiyi | 38 - 24 | Gales |  |  |

### Grupo D
| Pos | Países    | Partidos | Partidos | Partidos | Tantos | Tantos | Tantos | Pts |
| Pos | Países    | G        | E        | P        | PF     | PC     | DP     | Pts |
| --- | --------- | -------- | -------- | -------- | ------ | ------ | ------ | --- |
| 1   | Australia | 2        | 1        | 0        | 81     | 17     | +64    | 8   |
| 2   | Kenia     | 2        | 0        | 1        | 77     | 21     | +56    | 7   |
| 3   | Uganda    | 1        | 1        | 1        | 66     | 39     | +27    | 6   |
| 4   | Jamaica   | 0        | 0        | 3        | 0      | 147    | -147   | 3   |

#### Resultados
| 29 de julio | Australia | 62 - 0 | Jamaica |  |  |

| 29 de julio | Kenia | 27 - 14 | Uganda |  |  |

| 29 de julio | Kenia | 45 - 0 | Jamaica |  |  |

| 29 de julio | Australia | 12 - 12 | Uganda |  |  |

| 30 de julio | Uganda | 40 - 0 | Jamaica |  |  |

| 30 de julio | Australia | 7 - 5 | Kenia |  |  |

## Fase final

### Definición 13° puesto
|  | Semifinal | Semifinal | Semifinal |           |         | 13° puesto | 13° puesto | 13° puesto |  |
|  |           |           |           |           |         |            |            |            |  |
|  |           |           |           |           |         |            |            |            |  |
|  | Jamaica   | Jamaica   | 28        |           |         |            |            |            |  |
|  | Jamaica   | Jamaica   | 28        |           |         |            |            |            |  |
|  | Malasia   | Malasia   | 7         |           |         |            |            |            |  |
|  | Malasia   | Malasia   | 7         |           | Jamaica | Jamaica    | 26         |            |  |
|  |           |           |           |           | Jamaica | Jamaica    | 26         |            |  |
|  |           |           | Sri Lanka | Sri Lanka | 24      |            |            |            |  |
|  | Sri Lanka | Sri Lanka | Sri Lanka | Sri Lanka | 24      | 27         |            |            |  |
|  | Sri Lanka | Sri Lanka |           |           |         | 27         |            |            |  |
|  | Zambia    | Zambia    | 14        |           |         |            |            |            |  |
|  | Zambia    | Zambia    | 14        |           |         |            |            |            |  |
|  |           |           |           |           |         |            |            |            |  |

### Copa de plata
|  | Cuartos de final | Cuartos de final | Cuartos de final |        |            | Semifinales | Semifinales | Semifinales |  |            | Copa       | Copa | Copa |  |
|  |                  |                  |                  |        |            |             |             |             |  |            |            |      |      |  |
|  |                  |                  |                  |        |            |             |             |             |  |            |            |      |      |  |
|  | Inglaterra       | Inglaterra       | 45               |        |            |             |             |             |  |            |            |      |      |  |
|  | Inglaterra       | Inglaterra       | 45               |        |            |             |             |             |  |            |            |      |      |  |
|  | Jamaica          | Jamaica          | 7                |        |            |             |             |             |  |            |            |      |      |  |
|  | Jamaica          | Jamaica          | 7                |        | Inglaterra | Inglaterra  | 14          |             |  |            |            |      |      |  |
|  |                  |                  |                  |        | Inglaterra | Inglaterra  | 14          |             |  |            |            |      |      |  |
|  |                  |                  | Gales            | Gales  | 10         |             |             |             |  |            |            |      |      |  |
|  | Gales            | Gales            | Gales            | Gales  | 10         | 33          |             |             |  |            |            |      |      |  |
|  | Gales            | Gales            |                  |        |            |             |             |             |  |            |            |      |      |  |
|  | Malasia          | Malasia          | 14               |        |            |             |             |             |  |            |            |      |      |  |
|  | Malasia          | Malasia          | 14               |        |            |             |             |             |  | Inglaterra | Inglaterra | 31   |      |  |
|  |                  |                  |                  |        |            |             |             |             |  | Inglaterra | Inglaterra | 31   |      |  |
|  |                  |                  | Uganda           | Uganda | 17         |             |             |             |  |            |            |      |      |  |
|  | Uganda           | Uganda           | Uganda           | Uganda | 17         | 38          |             |             |  |            |            |      |      |  |
|  | Uganda           | Uganda           |                  |        |            |             |             |             |  |            |            |      |      |  |
|  | Sri Lanka        | Sri Lanka        | 19               |        |            |             |             |             |  |            |            |      |      |  |
|  | Sri Lanka        | Sri Lanka        | 19               |        | Uganda     | Uganda      | 27          |             |  |            |            |      |      |  |
|  |                  |                  |                  |        | Uganda     | Uganda      | 27          |             |  |            |            |      |      |  |
|  |                  |                  | Tonga            | Tonga  | 7          |             |             |             |  |            |            |      |      |  |
|  | Tonga            | Tonga            | Tonga            | Tonga  | 7          | 19          |             |             |  |            |            |      |      |  |
|  | Tonga            | Tonga            |                  |        |            |             |             |             |  |            |            |      |      |  |
|  | Zambia           | Zambia           | 7                |        |            |             |             |             |  |            |            |      |      |  |
|  | Zambia           | Zambia           | 7                |        |            |             |             |             |  |            |            |      |      |  |
|  |                  |                  |                  |        |            |             |             |             |  |            |            |      |      |  |

### Definición 5° puesto
|  | Semifinal | Semifinal | Semifinal |       |         | 5° puesto | 5° puesto | 5° puesto |  |
|  |           |           |           |       |         |           |           |           |  |
|  |           |           |           |       |         |           |           |           |  |
|  | Kenia     | Kenia     | 12        |       |         |           |           |           |  |
|  | Kenia     | Kenia     | 12        |       |         |           |           |           |  |
|  | Escocia   | Escocia   | 22        |       |         |           |           |           |  |
|  | Escocia   | Escocia   | 22        |       | Escocia | Escocia   | 19        |           |  |
|  |           |           |           |       | Escocia | Escocia   | 19        |           |  |
|  |           |           | Samoa     | Samoa | 24      |           |           |           |  |
|  | Samoa     | Samoa     | Samoa     | Samoa | 24      | 19        |           |           |  |
|  | Samoa     | Samoa     |           |       |         | 19        |           |           |  |
|  | Canadá    | Canadá    | 17        |       |         |           |           |           |  |
|  | Canadá    | Canadá    | 17        |       |         |           |           |           |  |
|  |           |           |           |       |         |           |           |           |  |

### Medalla de oro
|  | Cuartos de final | Cuartos de final | Cuartos de final |           |               | Semifinales   | Semifinales | Semifinales |               |               | Oro       | Oro       | Oro |  |
|  |                  |                  |                  |           |               |               |             |             |               |               |           |           |     |  |
|  |                  |                  |                  |           |               |               |             |             |               |               |           |           |     |  |
|  | Nueva Zelanda    | Nueva Zelanda    | 31               |           |               |               |             |             |               |               |           |           |     |  |
|  | Nueva Zelanda    | Nueva Zelanda    | 31               |           |               |               |             |             |               |               |           |           |     |  |
|  | Kenia            | Kenia            | 0                |           |               |               |             |             |               |               |           |           |     |  |
|  | Kenia            | Kenia            | 0                |           | Nueva Zelanda | Nueva Zelanda | 14          |             |               |               |           |           |     |  |
|  |                  |                  |                  |           | Nueva Zelanda | Nueva Zelanda | 14          |             |               |               |           |           |     |  |
|  |                  |                  | Fiyi             | Fiyi      | 19            |               |             |             |               |               |           |           |     |  |
|  | Fiyi             | Fiyi             | Fiyi             | Fiyi      | 19            | 34            |             |             |               |               |           |           |     |  |
|  | Fiyi             | Fiyi             |                  |           |               |               |             |             |               |               |           |           |     |  |
|  | Escocia          | Escocia          | 7                |           |               |               |             |             |               |               |           |           |     |  |
|  | Escocia          | Escocia          | 7                |           |               |               |             |             |               | Fiyi          | Fiyi      | 7         |     |  |
|  |                  |                  |                  |           |               |               |             |             |               | Fiyi          | Fiyi      | 7         |     |  |
|  |                  |                  | Sudáfrica        | Sudáfrica | 31            |               |             |             |               |               |           |           |     |  |
|  | Australia        | Australia        | Sudáfrica        | Sudáfrica | 31            | 7             |             |             |               |               |           |           |     |  |
|  | Australia        | Australia        |                  |           |               |               |             |             |               |               |           |           |     |  |
|  | Samoa            | Samoa            | 0                |           |               |               |             |             |               |               |           |           |     |  |
|  | Samoa            | Samoa            | 0                |           | Australia     | Australia     | 12          |             |               | Bronce        | Bronce    | Bronce    |     |  |
|  |                  |                  |                  |           | Australia     | Australia     | 12          |             |               | Bronce        | Bronce    | Bronce    |     |  |
|  |                  |                  | Sudáfrica        | Sudáfrica | 24            |               |             |             |               |               |           |           |     |  |
|  | Sudáfrica        | Sudáfrica        | Sudáfrica        | Sudáfrica | 24            | 33            |             |             | Nueva Zelanda | Nueva Zelanda | 26        |           |     |  |
|  | Sudáfrica        | Sudáfrica        |                  |           |               |               |             |             | Nueva Zelanda | Nueva Zelanda | 26        |           |     |  |
|  | Canadá           | Canadá           | 0                |           |               |               |             |             |               |               | Australia | Australia | 12  |  |
|  | Canadá           | Canadá           | 0                |           |               |               |             |             |               |               | Australia | Australia | 12  |  |
|  |                  |                  |                  |           |               |               |             |             |               |               |           |           |     |  |

### Medallero
| Evento | Oro       | Plata | Bronce        |
| ------ | --------- | ----- | ------------- |
|        | Sudáfrica | Fiyi  | Nueva Zelanda |